# Th!nk City
El Th!nk City es un vehículo eléctrico del segmento A fabricado en Noruega por la empresa Think Global desde 2000.

## Características
Tiene una configuración interior tipo 2+2, capaz de circular por autovías, que desarrolla una velocidad máxima de 105 km/h y tiene una autonomía máxima de 210 km.
Think originalmente planeó empezar las entregas al mercado noruego en el último trimestre de 2007, pero las primeras unidades no llegaron a los clientes hasta agosto de 2008. Desde entonces, se han completado unas 100 unidades.
El precio de venta en su mercado local ronda las 199.000 NOK como mínimo, lo que equivale a unos 24.500 €. El grupo de baterías será ofrecido por leasing, a un precio fijo de unos 120 € mensuales.

## España
En España, está incluido dentro del Plan Movele del IDAE.
El primer municipio español que tuvo este transporte fue Ataun, un pueblo perteneciente a la provincia de Guipúzcoa.